# کلسی‌ویروس گربه‌سانان
کلسی‌ویروس گربه‌سانان (Feline calicivirus) یا (FCV) ویروسی از خانوادهٔ کلسی‌ویروس‌ها است که در گربه‌سانان ایجاد بیماری می‌کند. این ویروس عامل یکی از دو بیماری تنفسی رایج در گربه‌ها است و بر اساس آمارها این ویروس در نیمی از گربه‌های مبتلا به عفونت در مجرای تنفسی فوقانی یافت می‌شود.
علاوه بر گربه‌ها در یوزپلنگ‌ها نیز این بیماری نسبتاً شایع است. این ویروس در بافت‌های تنفسی و مخاط دهانی تکثیر یافته و از طریق بزاق، ادرار، مدفوع و ترشحات دستگاه تنفسی انتقال می‌یابد. همچنین این ویروس بر روی سطوح و وسایل گربهٔ بیمار، باقی مانده و تا ۲ هفته قابل انتقال به گربه‌های دیگر است. گربهٔ بیمار پس از بهبودی برای مدت طولانی به بیماری مقاوم خواهد بود.

## نشانه‌ها
التهاب ملتحمه، تب، لرزش بدن، آبریزش بینی و مشکلات در بافت‌های دهانی و لثه از نشانه‌های این بیماری هستند. این ویروس از آران‌ای ویروس‌ها است و قابلیت تطابق با محیط و تغییرات در این ویروس وجود دارد. این ویژگی‌ها باعث دشواری ساخت واکسن برای این بیماری می‌شود. این ویروس انواع مختلفی دارد مثلاً نوعی از آن باعث ایجاد بیماری خطرناکی به نام بیماری خون‌ریزی‌دهنده خرگوش می‌شود. تشخیص این بیماری به‌علت شباهت علائم با بسیاری دیگر از بیماری‌های ویروسی دشوار است اما یکی از موارد شاخص، ایجاد ورم و عفونت دهانی حیوان است.

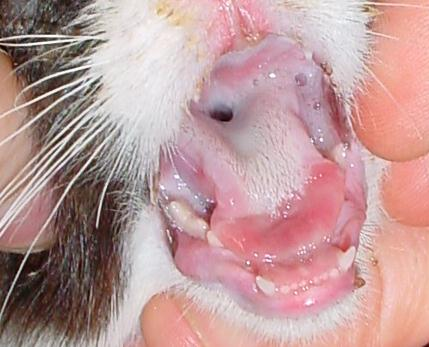
ابتلا به کلسی‌ویروس در یک گربه. علائمی چون التهاب، ژنژویت، زخم و اولسر در زبان و نقاط مختلف دهان حیوان مشهود است.

روش‌های تشخیص آزمایشگاهی عبارت‌اند از: کشت ویروس، واکنش زنجیره‌ای پلیمراز (PCR) و استفاده از روش‌های تشخیصی ایمونوهیستوشیمی

## پیشگیری و درمان
برای این بیماری، دارویی وجود ندارد اما از آنتی‌بیوتیک‌ها برای جلوگیری از عفونت‌های ثانویهٔ احتمالی استفاده می‌شود. گربهٔ بیمار نیاز به مراقبت و تغذیهٔ مناسب داشته و در صورت از دست دادن مایعات نیاز به رسیدگی و تأمین مواد معدنی مختلف و الکترولیت‌ها دارد. گربهٔ بیمار باید حتماً قرنطینه شده و تمامی ظروف، وسایل و سطوح محل زندگی گربه ضدعفونی شوند.

## کاربرد پژوهشی
دانشمندان به‌دلیل شباهت زیاد کلسی‌ویروس گربه‌سانان با نوروویروس‌ها که از عوامل بروز گاستروانتریت در انسان هستند از کلسی‌ویروس استفاده می‌کنند. به عنوان مثال برای محاسبهٔ تأثیر ضدعفونی‌کننده‌ها و مواد مختلف مانند صابون‌ها یا ازون بر روی ویروس یا بررسی عملکرد ویروس در دستگاه گوارش انسان از کلسی‌ویروس‌ها استفاده می‌کنند.